# 福明子
福 明子（ふく あきこ、1957年7月21日-2015年7月）は、日本の童話作家。

## 人物・来歴
神奈川県生まれ。横浜国立大学教育学部卒。小学校教員となる。2002年『墓―書人刈屋翔山の顛末』によりさきがけ文学賞（正賞）受賞。2009年の『ジンとばあちゃんとだんごの木』で第20回ひろすけ童話賞受賞、2010年の『天風の吹くとき』で第57回青少年読書感想文コンクール小学校高学年の部の課題図書選定。 

## 著書
- 『花咲かじっちゃん』ふりやかよこ 絵. ひくまの出版, 1996.11
- 『墓 :書人刈屋翔山の顛末』健友館, 2002.10
- 『ジンとばあちゃんとだんごの木』ふりやかよこ 絵. あるまじろ書房, 2009.2
- 『天風(てんかぜ)の吹くとき』小泉るみ子絵. 国土社, 2010.7
- 『ちっこばぁばの泣いた夜』ふりやかよこ 絵. 新日本出版社, 2012.1
- 『ポテトサラダ』(ジュニア文学館) 江頭路子 絵. 学研教育出版, 2012.7
- 『母ちゃんのもと』 (ホップステップキッズ! ふりやかよこ 絵. そうえん社, 2013.2
- 『ころげ月』ふりやかよこ 絵. 新日本出版社, 2015.3
- 『まぼろし写真館』 (キッズ文学館) 小泉るみ子 絵. 学研教育出版, 2015.5